# 유리 조르카에프
유리 조르카에프(프랑스어: Youri Raffi Djorkaeff, 1968년 3월 9일, 프랑스 리옹 ~ )는 프랑스의 전 축구 선수로, 공격수 및 공격형 미드필더로 활약하였다. 프랑스 대표로 1998년 FIFA 월드컵과 유로 2000에 출전한 바 있다. 전 프랑스 대표 장 조르카에프 (Jean Djorkaeff)의 아들이기도 하다.

## 선수 경력
조르카에프는 10대 시절부터, 프랑스 2부 리그에서 선수 생활을 시작하였고 2부리그에서 두 자리 수 골을 넣으며 실력을 인정받았다. 1990년, 프랑스 1부 리그 팀인 AS 모나코로 이적하였고, 곧바로 주전 자리를 꿰차면서 실력을 더욱 발휘하기 시작하였다. 1993-94 시즌에는 20골을 몰아치는 대활약을 펼치며, 리그 득점왕에 빛나는 활약을 펼쳤다. 또한 1993년에는 프랑스 축구 국가대표팀에 발탁되기도 하였다. 1995년에는 파리 생제르맹에 이적해서 다시 한 번 좋은 활약을 펼쳤고, 파리 생제르맹은 이 시즌에 UEFA컵 위너스컵을 획득하면서, 팀의 첫 국제 무대 트로피를 따냈다.
높은 평가를 받아왔던 조르카에프는 1996년, 프랑스 무대를 떠나 세리에 A의 강팀 인테르나치오날레으로 이적하였다. 이탈리아 무대에 와서도 꾸준한 실력을 보여준 그는, 데뷔 시즌부터 팀의 기둥으로서 활약하며 14골을 기록하였다. 그의 돋보이는 활약에 많은 인테르의 팬들이 찬사를 보냈고, 이듬해 UEFA컵에서도 공헌을 하면서 인테르는 1990년대에만 3번째가 되는 UEFA컵 우승을 차지하였다.
뿐만 아니라 1998년 FIFA 월드컵에서 프랑스 대표로 활약하며 팀의 월드컵 우승에 공헌하였다. 2000년에는 유로 2000에서 본선 무대에서 결승골을 두 번이나 터뜨리면서 귀중한 활약을 펼치고, 결과적으로 프랑스는 결승에서 극적인 역전승을 거두면서 우승을 기록해 전성기를 맞이 하였다. 2002년 FIFA 월드컵에도 출전한 그는 월드컵 직전 대한민국 대표팀과의 평가전에서 부상을 당한 지네딘 지단을 대신해 출장하였으나 대표팀에서의 큰 비중을 차지한 지단의 공백은 메우지 못하였다. 조르카에프는 프랑스 대표로 통산 82경기에 출전해 28골을 득점하였다.
한편 조르카에프는 인테르에서 3시즌을 보낸 이후, 분데스리가로 무대를 옮겨 1. FC 카이저슬라우테른에서 활약하기도 하였지만, 초반에는 양호한 모습을 보여주다가 감독과의 마찰 등의 원인으로 독일에서는 기대보다 못한 활약을 하였다. 그런 와중 잉글랜드로 무대를 옮겨 프리미어리그의 볼턴 원더러스로 이적하였고, 30대 중반이 되어가던 조르카에프는 점차 자리를 잡아 팀의 중심 선수로 활약하며, 팀을 강등 위기로부터 구해내는 등 인상적인 활약을 펼쳐 나갔다.
현역 마지막에는 미국으로 건너가서 끝까지 인상적인 활약을 펼치는 등 2시즌을 보내고 은퇴하였다.
2006년 FIFA 월드컵 당시에는 소속팀에는 가족을 만나러 간다고 하였으나 정작 그는 프랑스와 브라질의 월드컵 8강전 관중석에서 경기를 관전하고 있었다고 한다.